# Pholidobolus affinis
Espèce
Synonymes
- Ecpleopus affinis Peters, 1863
- Prionodactylus ocellifer Werner, 1901

Pholidobolus affinis est une espèce de sauriens de la famille des Gymnophthalmidae.

## Répartition
Cette espèce est endémique de la province de Pichincha en Équateur.

## Publication originale
- Peters, 1863 "1862" : Über Cercosaura und die mit dieser Gattung verwandten Eidechsen aus Südamerika. Abhandlungen der Königlichen Akademie der Wissenschaften zu Berlin, vol. 1862, p. 165-225 (texte intégral).